# Daryl Beattie
Daryl Beattie (Charleville, 26 settembre 1970) è un pilota motociclistico australiano ritiratosi dall'attività agonistica.

## Carriera
Le sue prime presenze a livello internazionale, nel motomondiale, risalgono alle presenze, quali wild card, nel Gran Premio motociclistico d'Australia del 1989 e 1990: in entrambe le occasioni ha gareggiato nella classe 250 utilizzando una motocicletta Honda.
La sua prima apparizione nella classe 500 avviene nel motomondiale 1992, sempre come wild card e in occasione dei Gran Premio del Giappone, per poi proseguire anche nei successivi 2 gran premi (Australia e Malesia) in sostituzione dell'infortunato Wayne Gardner.
Dalla stagione 1993 le sue presenze sono state più continuative, anche con la conquista della prima vittoria, in occasione del Gran Premio motociclistico di Germania.
Nel 1996 la sua stagione è stata incompleta a causa di alcune cadute in cui è incappato e, dopo una stagione non molto soddisfacente al suo rientro, ha annunciato il suo ritiro dalle competizioni al termine del motomondiale 1997 per motivi di salute.
Dopo aver utilizzato varie marche di motociclette, Honda, Yamaha e Suzuki, il bilancio finale delle sue partecipazioni riportano un totale di 3 gran premi vinti e, quale miglior risultato finale, il secondo posto del motomondiale 1995 alle spalle di Mick Doohan.
Oltre che al motomondiale Beattie ha partecipato a tre prove (sei gare) del campionato mondiale Superbike tra il 1989 e il 1990, e può vantare anche una vittoria nel campionato nazionale giapponese e una alla 8 Ore di Suzuka, entrambe nel 1992, la seconda in coppia con il connazionale Wayne Gardner.

## Risultati in gara

### Motomondiale
| 1989 | Classe | Moto  |  |    |  |  |  |  |  |  |  |  |  |  |  |  |  | Punti | Pos. |
| ---- | ------ | ----- |  | -- |  |  |  |  |  |  |  |  |  |  |  |  |  | ----- | ---- |
| 1989 | 250    | Honda |  | 12 |  |  |  |  |  |  |  |  |  |  |  |  |  | 4     | 36º  |

| 1990 | Classe | Moto  |  |  |  |  |  |  |  |  |  |  |  |  |  |  |   | Punti | Pos. |
| ---- | ------ | ----- |  |  |  |  |  |  |  |  |  |  |  |  |  |  | - | ----- | ---- |
| 1990 | 250    | Honda |  |  |  |  |  |  |  |  |  |  |  |  |  |  | 4 | 13    | 23º  |

| 1992 | Classe | Moto  |     |   |   |  |  |  |  |  |  |  |  |  |  |  |  | Punti | Pos. |
| ---- | ------ | ----- | --- | - | - |  |  |  |  |  |  |  |  |  |  |  |  | ----- | ---- |
| 1992 | 500    | Honda | Rit | 3 | 6 |  |  |  |  |  |  |  |  |  |  |  |  | 18    | 14º  |

| 1993 | Classe | Moto  |   |   |   |   |   |   |     |   |   |   |   |   |   |   |  | Punti | Pos. |
| ---- | ------ | ----- | - | - | - | - | - | - | --- | - | - | - | - | - | - | - |  | ----- | ---- |
| 1993 | 500    | Honda | 4 | 2 | 3 | 6 | 7 | 1 | Rit | 4 | 6 | 6 | 6 | 7 | 5 | 2 |  | 176   | 3º   |

| 1994 | Classe | Moto   |     |    |    |     |   |     |   |   |    |  |  |     |     |   |  | Punti | Pos. |
| ---- | ------ | ------ | --- | -- | -- | --- | - | --- | - | - | -- |  |  | --- | --- | - |  | ----- | ---- |
| 1994 | 500    | Yamaha | Rit | 10 | 28 | Rit | 8 | Rit | 7 | 6 | NP |  |  | Rit | Rit | 5 |  | 44    | 13º  |

| 1995 | Classe | Moto   |   |   |   |   |   |   |    |   |   |   |   |   |   |  |  | Punti | Pos. |
| ---- | ------ | ------ | - | - | - | - | - | - | -- | - | - | - | - | - | - |  |  | ----- | ---- |
| 1995 | 500    | Suzuki | 2 | 2 | 1 | 7 | 1 | 2 | NP | 3 | 2 | 3 | 4 | 2 | 5 |  |  | 215   | 2º   |

| 1996 | Classe | Moto   |  |  |   |     |   |    |  |  |  |  |  |  |     |    |  | Punti | Pos. |
| ---- | ------ | ------ |  |  | - | --- | - | -- |  |  |  |  |  |  | --- | -- |  | ----- | ---- |
| 1996 | 500    | Suzuki |  |  | 5 | Rit | 4 | NP |  |  |  |  |  |  | Rit | NP |  | 24    | 18º  |

| 1997 | Classe | Moto   |     |     |    |   |    |    |   |    |    |    |   |    |    |    |    | Punti | Pos. |
| ---- | ------ | ------ | --- | --- | -- | - | -- | -- | - | -- | -- | -- | - | -- | -- | -- | -- | ----- | ---- |
| 1997 | 500    | Suzuki | Rit | Rit | 12 | 5 | 11 | 12 | 7 | 13 | 12 | 13 | 6 | 10 | 17 | 12 | NP | 63    | 11º  |

| Legenda | 1º posto        | 2º posto            | 3º posto            | A punti      | Senza punti        | Grassetto – Pole position Corsivo – Giro più veloce |
| Legenda | Gara non valida | Non qual./Non part. | Ritirato/Non class. | Squalificato | '-' Dato non disp. | Grassetto – Pole position Corsivo – Giro più veloce |

### Campionato mondiale Superbike
| 1989 | Moto  |  |  |  |  |  |  |  |  |  |  |  |  |  |  |  |  |  |  |     |    |  |  |  |  |  |  | Punti | Pos. |
| ---- | ----- |  |  |  |  |  |  |  |  |  |  |  |  |  |  |  |  |  |  | --- | -- |  |  |  |  |  |  | ----- | ---- |
| 1989 | Honda |  |  |  |  |  |  |  |  |  |  |  |  |  |  |  |  |  |  | Rit | 17 |  |  |  |  |  |  | 0     |      |

| 1990 | Moto  |  |  |  |  |  |  |  |  |  |  |  |  |  |  |  |  |  |  |  |  |  |  |     |     |   |     | Punti | Pos. |
| ---- | ----- |  |  |  |  |  |  |  |  |  |  |  |  |  |  |  |  |  |  |  |  |  |  | --- | --- | - | --- | ----- | ---- |
| 1990 | Honda |  |  |  |  |  |  |  |  |  |  |  |  |  |  |  |  |  |  |  |  |  |  | Rit | Rit | 4 | Rit | 13    | 37º  |

| Legenda | 1º posto        | 2º posto            | 3º posto           | A punti      | Senza punti        | Grassetto – Pole position Corsivo – Giro più veloce |
| Legenda | Gara non valida | Non qual./Non part. | Ritirato/Non class | Squalificato | '-' Dato non disp. | Grassetto – Pole position Corsivo – Giro più veloce |